# Suicidio forzado
El suicido forzado es un método de ejecución en donde a la víctima se le da a elegir entre suicidarse o enfrentarse a una alternativa peor, normalmente la ejecución pública o también puede ser la tortura previa a la muerte, o la muerte o algún daño a familiares o amigos. También puede enfrentare a la pérdida del honor y respeto de la comunidad o pueblo, la posesión o bienes materiales.
El suicidio forzado era una forma habitual de ejecución en las antiguas Grecia y Roma. Como medida de respeto, se reservaba normalmente para aristócratas sentenciados a muerte: las víctimas podrían beber algún veneno, como la cicuta o arrojarse sobre su espada.
Probablemente los casos más famosos fueron los de los filósofos Sócrates, que se bebió la cicuta tras ser condenado, entre otros cargos, por corrupción de la juventud de Atenas, y Séneca, en respuesta al requerimiento del emperador Nerón, quien, además, sería obligado a suicidarse, lo cual era bastante común en el Imperio romano.
Los motivos económicos podían provocar el suicidio forzado en Roma. Un condenado podía perder todas sus propiedades, por lo que en ocasiones los que se enfrentaban a dicha posibilidad preferían sucidarse antes de su arresto y así dejar que sus propiedades pasasen a sus herederos (en lugar de condenarles también a la pobreza).
Otro ejemplo famoso es el suicidio forzado de Erwin Rommel, en la Segunda Guerra Mundial. Después de que Rommel perdiese la fe en la posibilidad de que Alemania ganara la guerra, se sospechó de que pudiese haber tendido lazos con los conspiradores que trataron de matar a Adolf Hitler el 20 de julio de 1944; dada su popularidad entre el pueblo alemán, Hitler le dio la posibilidad de suicidarse con cianuro en lugar de enfrentarse al deshonor y a las represalias contra su familia y su gente. Rommel terminó con su vida el 14 de octubre de 1944, y fue enterrado con todos los honores militares.
También ha habido suicidios forzados en la antigua China, en donde los generales responsables de grandes derrotas a veces recibían órdenes de suicidarse. 
En algunos casos, el haraquiri japonés puede entrar en esta categoría, dado que no cometer haraquiri cuando era exigido podía convertirse en un gran deshonor para un samurái y su familia.